# Chakyar koothu
 (décembre 2022).
Si vous disposez d'ouvrages ou d'articles de référence ou si vous connaissez des sites web de qualité traitant du thème abordé ici, merci de compléter l'article en donnant les références utiles à sa vérifiabilité et en les liant à la section « Notes et références ».

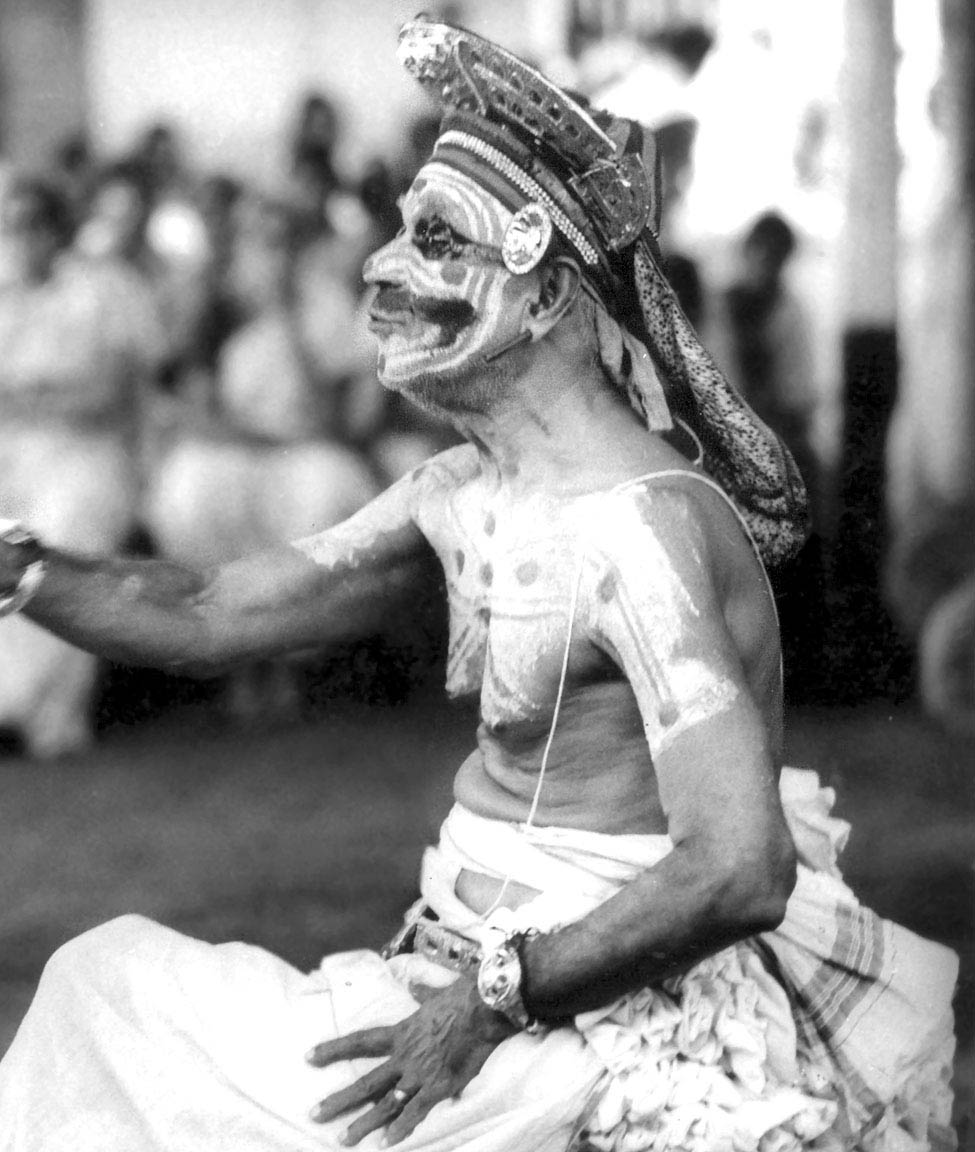
Exécution du chakyar koothu par le gourou Padma Shri Mani Madhava Chakyar (1899-1990).

Le Chakyar koothu est un art dramatique du Kerala accompagné de musique.